# Sietas Typ 56
Der Typ 56 ist ein Containerschiffstyp der Sietas-Werft in Hamburg-Neuenfelde. Von 1967 bis 1968 entstanden drei Einheiten dieser Baureihe.

## Geschichte
Das Typschiff der Serie wurde von der Reederei Gerd Ritscher aus Moorende bestellt und war für eine langfristige Vercharterung an die irische Bell Lines vorgesehen worden. Es lief am 1. November 1967 mit dem Namen Jonny Ritscher vom Stapel und wurde am 12. Dezember 1967 mit dem Namen Bell Victor von der Werft abgeliefert. Nach Ende der Bell-Lines-Vercharterung erhielt das Schiff im Jahr 1978 seinen ursprünglichen Namen zurück. Nach mehreren Eignerwechsel ging es am 20. Mai 1987 an einen US-amerikanischen Käufer, der es in die Karibik überführte und dort zunächst als Cavalier Clipper auf die Kormoran Shipowners Ltd. in Nassau (Bahamas) registrieren ließ. Das Schiff wurde danach mehrfach weiterverkauft und umbenannt. Seit 2014 trägt es den Namen Niky.
Als zweites Typ-56-Schiff wurde am 30. Dezember 1967 die von der Hamburger Reederei Aug. Bolten Wm. Miller’s Nachfolger bestellte Teesland abgeliefert, die während einer Bell-Lines-Charter von Frühjahr 1971 bis Mai 1972 als Bell Volunteer fuhr. Im Oktober 1993 wurde die Teesland an die argentinische Reederei Lineas Feeder SA verkauft, die sie zunächst mit dem Namen Paraguay Feeder auf den Flüssen Río Paraná und Río Paraguay zwischen Buenos Aires (Argentinien) und Asunción (Paraguay) einsetzte. Seit 2002 fährt das Schiff mit dem geänderten Namen Paraguay Line auf dieser Route. Am 31. März 2016 kollidierte die Paraguay Line auf dem Río Paraná mit zwei Leichtern und lief auf Grund. Bei der Reparatur rüstete man das Schiff mit einem zusätzlichen Steuerhaus oberhalb der Brücke aus.
Das dritte Schiff der Baureihe war die Ragna, die am 12. Oktober 1968 an die Hamburger Reederei Osterwisch & Sohn abgeliefert wurde. Im Jahr 1981 ging das Schiff an die Hamburger Reederei Harry Maciej, die es in Eurotainer umbenannte. Nach einem weiteren Eignerwechsel wurde die Eurotainer im Juni 1988 an einen US-amerikanischen Reeder verkauft, der sie mit dem Namen Cavalier Trader auf die Eurotainer Shipowners Ltd. in Nassau eintragen ließ. Das Schiff wurde 2007 als Arawak Trader in Jacksonville (Florida) verschrottet.

## Technik
Der Typ 56 wurde in Sektionsbauweise gefertigt und basiert weitgehend auf dem Anfang 1967 entstandenen Typ 54. Die drei gebauten Schiffe haben eine Gesamtlänge von jeweils 74,55 m (67,00 m Lpp, 70,81 m registrierte Länge) und eine Breite von 13,02 m. Ihre Höhe vom Kiel bis zum Hauptdeck beträgt 6,05 m, der maximale Tiefgang 3,71 m. Bei Ablieferung waren sie mit 499 BRT und 1.160 dwt (Jonny Ritscher und Teesland) beziehungsweise 1.165 dwt (Ragna) vermessen worden. Im Jahr 1995 erfolgte eine Neuvermessung der Arawak Clipper (ehemals Jonny Ritscher) mit 1.278 BRZ und der Arawak Trader (ehemals Ragna) mit 1.265 BRZ. Der Typ 56 hat einen kastenförmigen Laderaum mit einem Rauminhalt von 2.571 m³ (2.313 m³ Ballenraum). Der Laderaum besitzt einen durchgehenden Doppelboden mit ebener Tankdecke. Die Luke ist 44,40 m lang und 7,60 m breit. Verwendet wurden Lukendeckel des Herstellers MacGregor. Die Schiffe werden von je einem 1.500 PS leistenden Achtzylinder-Viertakt-Dieselmotor des Herstellers Klöckner-Humboldt-Deutz (KHD) angetrieben, der über ein Untersetzungsgetriebe auf einen Festpropeller wirkt. 
Der Typ 56 war für den Transport von maximal 80 20-Fuß-Standardcontainer (TEU) konzipiert worden. Weil der ursprüngliche Entwurf die Stauung von nur einer Containerlage an Deck vorsah, besitzen die Schiffe ein relativ niedriges Deckshaus. Um eine zweite Containerlage an Deck stauen und damit die Kapazität auf maximal 120 TEU erhöhen zu können, rüstete man die Ragna vor Ablieferung mit einem zusätzlichen Ruderhaus aus, das oberhalb der Brücke in die Vorderseite des Schornsteins integriert wurde. Obwohl die Jonny Ritscher sowie die Teesland nicht entsprechend nachgerüstet wurden und der Sichtstrahl von der Brücke somit eingeschränkter war, kamen auch sie später auf Fahrten mit zwei TEU- oder FEU-Lagen an Deck zum Einsatz. Die Paraguay Line (ehemals Jonny Ritscher) erhielt 2016 ein zweites Ruderhaus, um zwei Deckslagen High-Cube-Container (2,90 m statt 2,59 m hoch) stauen zu können.

## Die Schiffe
| Sietas Typ 56  | Sietas Typ 56 | Sietas Typ 56 | Sietas Typ 56          | Sietas Typ 56                                | Sietas Typ 56 |
| Bauname        | Bau- nummer   | IMO- Nummer   | Stapellauf Ablieferung | Auftraggeber                                 | Umbenennungen und Verbleib |
| -------------- | ------------- | ------------- | ---------------------- | -------------------------------------------- | --- |
| Jonny Ritscher | 596           | 6805165       | 01.11.1967 12.12.1967  | Gerd Ritscher, Moorende                      | abgeliefert als Bell Victor → 1978 Jonny Ritscher → 1982 Jonny H. → 1985 Gritt Clipper → 1986 Fokion → 1987 Cavalier Clipper → 1994 Arawak Clipper → 1998 Pioneer Star → 2005 Pioneer Star I → 2010 Bryan Joseph I → 2014 Niky, so 2023 in Fahrt |
| Teesland       | 600           | 6805282       | 18.11.1967 30.12.1967  | Aug. Bolten Wm. Miller’s Nachfolger, Hamburg | 1971 Bell Volunteer → 1972 Teesland → 1993 Paraguay Feeder → 2002 Paraguay Line, so 2023 in Fahrt |
| Ragna          | 633           | 6827711       | 21.09.1968 12.10.1968  | Osterwisch & Sohn, Hamburg                   | 1981 Eurotainer → 1988 Cavalier Trader → 1993 Arawa Trader → 1994 Arawak Trader, 2007 in Jacksonville verschrottet |